# Akutagawova cena

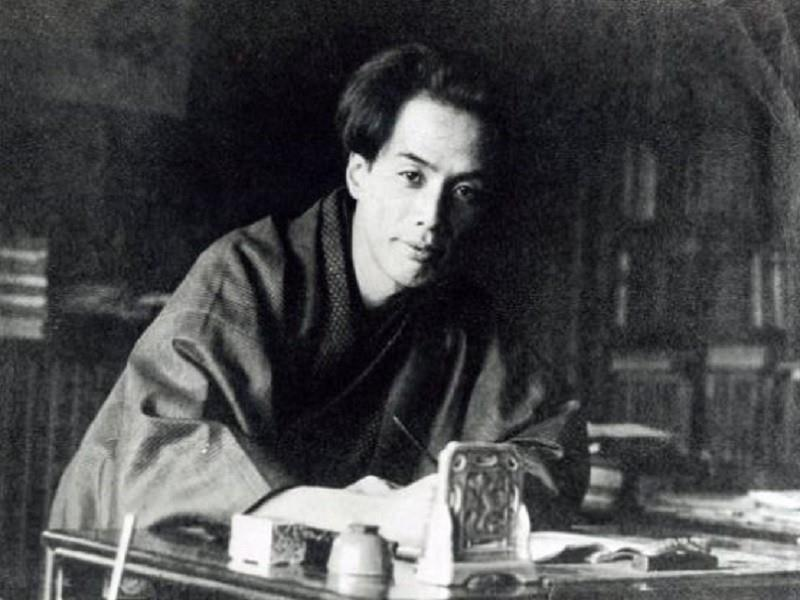
Rjúnosuke Akutagawa

Akutagawova cena (japonsky 芥川龍之介賞, transkripce Akutagawa Rjúnosuke šó) je nejprestižnější japonské literární ocenění, udělované na počest japonského spisovatele Rjúnosukeho Akutagawy. Cena je udělována každoročně dvakrát, vždy v lednu a v červenci, a to již od roku 1935. Cena je doprovázena finanční odměnou ve výší 1 miliónu jenů.

## Přehled laureátů ceny

### Ceny udělené ve třicátých letech 20. století
| Ročník | Rok  | ½rok | Laureát (japonsky)            | Dílo (název díla v originále, název vydaného českého překladu) |
| ------ | ---- | ---- | ----------------------------- | -------------------------------------------------------------- |
| 01     | 1935 | 1    | Tacuzó Išikawa (石川 達三)    | Sóbó (蒼氓)                                                    |
| 02     | 1935 | 2    | Cena nebyla udělena           | Cena nebyla udělena                                            |
| 03     | 1936 | 1    | Takeo Oda (小田 嶽夫)         | Džógai (城外)                                                  |
| 03     | 1936 | 1    | Tomoja Curuta (鶴田 知也)     | Košama'in ki (コシャマイン記)                                  |
| 04     | 1936 | 2    | Džun Išikawa (石川 淳)        | Fugen (普賢)                                                   |
| 04     | 1936 | 2    | Uio Tomisawa (冨澤 有爲男)    | Čičúkai (地中海)                                               |
| 05     | 1937 | 1    | Kazuo Ozaki (尾崎 一雄)       | Nonki megane (暢気眼鏡)                                        |
| 06     | 1937 | 2    | Ašihei Hino (火野 葦平)       | Fun'njótan (糞尿譚)                                            |
| 07     | 1938 | 1    | Gišú Nakajama (中山 義秀)     | Acumonozaki (厚物咲)                                           |
| 08     | 1938 | 2    | Cuneko Nakazato (中里 恒子)   | Noriai baša (乗合馬車)                                         |
| 09     | 1939 | 1    | Jošijuki Handa (半田 義之)    | Niwatori sódó (鶏騒動)                                         |
| 09     | 1939 | 1    | Ken Hase (長谷 健)            | Asakusa no kodomo ( あさくさの子供)                            |
| 010    | 1939 | 2    | Kótaró Samukawa (寒川 光太郎) | Micurjóša (密猟者)                                             |

### Ceny udělené ve čtyřicátých letech 20. století
| Ročník | Rok  | ½rok | Laureát (japonsky)            | Dílo (název díla v originále, název vydaného českého překladu) |
| ------ | ---- | ---- | ----------------------------- | -------------------------------------------------------------- |
| 011    | 1940 | 1    | Taku Takagi (高木 卓)         | (Uta to mon no tate (歌と門の盾)) – cena byla odmítnuta        |
| 012    | 1940 | 2    | Cunehisa Sakurada (桜田 常久) | Hiraga gennai (平賀源内)                                       |
| 013    | 1941 | 1    | Júkei Tada (多田 裕計)        | Čókó deruta (長江デルタ)                                       |
| 014    | 1941 | 2    | Jošiko Šibaki (芝木 好子)     | Seika no iči (青果の市)                                        |
| 015    | 1942 | 1    | Cena nebyla udělena           | Cena nebyla udělena                                            |
| 016    | 1942 | 2    | Tošio Kuramicu (倉光 俊夫)    | Renraku'in (連絡員)                                            |
| 017    | 1943 | 1    | Kikuzó Išizuka (石塚 喜久三)  | Tensoku no koro (纏足の頃)                                     |
| 018    | 1943 | 2    | Kaoru Tónobe (東野辺 薫)      | Waši (和紙)                                                    |
| 019    | 1944 | 1    | Jošinori Jagi (八木 義徳)     | Rjúkanfú (劉廣福)                                              |
| 019    | 1944 | 1    | Džúzó Obi (小尾 十三)         | Tōhan (登攀)                                                   |
| 020    | 1944 | 2    | Motojoši Šimizu (清水 基吉)   | Karitači (雁立)                                                |
| 021    | 1949 | 1    | Cujoši Kotani (小谷 剛)       | Kakušó (確証)                                                  |
| 021    | 1949 | 1    | Šigeko Juki (由起 しげ子)     | Hon no hanaši (本の話)                                         |
| 022    | 1949 | 2    | Jasuši Inoue (井上 靖)        | Tógjú (闘牛)                                                   |

### Ceny udělené v padesátých letech 20. století
| Ročník | Rok  | ½rok | Laureát (japonsky)                | Dílo (název díla v originále, název vydaného českého překladu) |
| ------ | ---- | ---- | --------------------------------- | -------------------------------------------------------------- |
| 023    | 1950 | 1    | Rjóiči Cudži (辻 亮一)            | Ihódžin (異邦人)                                               |
| 024    | 1950 | 2    | Cena nebyla udělena               | Cena nebyla udělena                                            |
| 025    | 1951 | 1    | Kóbó Abe (安部 公房)              | Kabe S. Karuma-ši no hanzai (壁S.カルマ氏の犯罪), česky Zeď    |
| 025    | 1951 | 1    | Tošimicu Išikawa (石川 利光（)    | Haru no kusa (春の草)                                          |
| 026    | 1951 | 2    | Jošie Hotta (堀田 善衛)           | Hiroba no kodoku (広場の孤独)                                  |
| 027    | 1952 | 1    | Cena nebyla udělena               | Cena nebyla udělena                                            |
| 028    | 1952 | 2    | Jasusuke Gomi (五味 康祐)         | Sóšin (喪神)                                                   |
| 028    | 1952 | 2    | Seičó Macumoto (松本 清張)        | Aru „Kokura nikki“ den (或る「小倉日記」伝)                    |
| 029    | 1953 | 1    | Šótaró Jasuoka (安岡 章太郎)      | Warui nakama, inki na tanošimi ( 悪い仲間・陰気な愉しみ)       |
| 030    | 1953 | 2    | Cena nebyla udělena               | Cena nebyla udělena                                            |
| 031    | 1954 | 1    | Džunnosuke Jošijuki (吉行 淳之介) | Šúu (驟雨) u.a.                                                |
| 032    | 1954 | 2    | Nobuo Kodžima (小島 信夫)         | Amerikan skúru (アメリカン・スクール)                          |
| 032    | 1954 | 2    | Džunzó Šóno (庄野 潤三)           | Púru saido šókei (プールサイド小景)                            |
| 033    | 1955 | 1    | Šúsaku Endó (遠藤 周作)           | Široi hito (白い人)                                            |
| 034    | 1955 | 2    | Šintaró Išihara (石原 慎太郎)     | Taijó no kisecu (太陽の季節)                                   |
| 035    | 1956 | 1    | Keitaró Kondó (近藤 啓太郎)       | Kaidžin fune (海人舟)                                          |
| 036    | 1956 | 2    | Cena nebyla udělena               | Cena nebyla udělena                                            |
| 037    | 1957 | 1    | Itaru Kikumura (菊村 到)          | Iódžima (硫黄島)                                               |
| 038    | 1957 | 2    | Takeši Kaikó/Ken Kaikó (開高 健)  | Hadaka no ósama (裸の王様)                                     |
| 039    | 1958 | 1    | Kenzaburó Óe (大江 健三郎)        | Šiiku (飼育), česky Chov                                       |
| 040    | 1958 | 2    | Cena nebyla udělena               | Cena nebyla udělena                                            |
| 041    | 1959 | 1    | Širó Šiba (斯波 四郎)             | Santó (山塔)                                                   |
| 042    | 1959 | 2    | Cena nebyla udělena               | Cena nebyla udělena                                            |

### Ceny udělené v šedesátých letech 20. století
| Ročník | Rok  | ½rok | Laureát (japonsky)              | Dílo (název díla v originále, název vydaného českého překladu) |
| ------ | ---- | ---- | ------------------------------- | -------------------------------------------------------------- |
| 043    | 1960 | 1    | Morio Kita (北 杜夫)            | Joru to kiri no sumi de (夜と霧の隅で)                         |
| 044    | 1960 | 2    | Tecuo Miura (三浦 哲郎)         | Šinobukawa (忍ぶ川)                                            |
| 045    | 1961 | 1    | Cena nebyla udělena             | Cena nebyla udělena                                            |
| 046    | 1961 | 2    | Kóičiró Uno (宇能 鴻一郎)       | Kudžiragami (鯨神)                                             |
| 047    | 1962 | 1    | Akira Kawamura (川村 晃)        | Bitan no šuppacu (美談の出発)                                  |
| 048    | 1962 | 2    | Cena nebyla udělena             | Cena nebyla udělena                                            |
| 049    | 1963 | 1    | Kiiči Gotó (後藤 紀一)          | Šónen no haši (少年の橋)                                       |
| 049    | 1963 | 1    | Taeko Kóno (河野 多惠子)        | Kani (蟹)                                                      |
| 050    | 1963 | 2    | Seiko Tanabe (田辺 聖子)        | Senčimentaru džání (感傷旅行)                                  |
| 051    | 1964 | 1    | Šó Šibata (柴田 翔)             | Saredo wareraga hibi (されどわれらが日々)                      |
| 052    | 1964 | 2    | Cena nebyla udělena             | Cena nebyla udělena                                            |
| 053    | 1965 | 1    | Secuko Cumura (津村 節子)       | Gangu (玩具)                                                   |
| 054    | 1965 | 2    | Júiči Takai (高井 有一)         | Kita no kawa (北の河)                                          |
| 055    | 1966 | 1    | Cena nebyla udělena             | Cena nebyla udělena                                            |
| 056    | 1966 | 2    | Kendži Marujama (丸山 健二)     | Nacu no nagare (夏の流れ)                                      |
| 057    | 1967 | 1    | Tacuhiro Óširo (大城 立裕)      | Kakuteru pátí (カクテル・パーティー)                           |
| 058    | 1967 | 2    | Hjózó Kašiwabara (柏原 兵三)    | Tokujama Dósuke no kikjó (徳山道助の帰郷)                      |
| 059    | 1968 | 1    | Sai'iči Maruja (丸谷 才一)      | Toši no nokori (年の残り)                                      |
| 059    | 1968 | 1    | Minako Óba (大庭 みな子/美奈子) | Sambiki no kani ( 三匹の蟹)                                    |
| 060    | 1968 | 2    | Cena nebyla udělena             | Cena nebyla udělena                                            |
| 061    | 1969 | 1    | Kaoru Šódži (庄司 薫)           | Akazukin-čan ki wo cukete (赤頭巾ちゃん気をつけて)             |
| 061    | 1969 | 1    | Hideo Takubo (田久保 英夫)      | Fukai kawa (深い河)                                            |
| 062    | 1969 | 2    | Takajuki Kijooka (清岡 卓行)    | Akašija no tairen (アカシヤの大連)                             |

### Ceny udělené v sedmdesátých letech 20. století
| Ročník | Rok  | ½rok | Laureát (japonsky)                                   | Dílo (název díla v originále, název vydaného českého překladu)                                  |
| ------ | ---- | ---- | ---------------------------------------------------- | ----------------------------------------------------------------------------------------------- |
| 063    | 1970 | 1    | Tomoko Jošida (吉田 知子)                            | Mumjó džója (無明長夜)                                                                          |
| 063    | 1970 | 1    | Komao Furujama (古山 高麗雄)                         | Pureó eito no joake (プレオー8の夜明け)                                                         |
| 064    | 1970 | 2    | Jošikiči Furui (古井 由吉)                           | Jóko (杳子 Yoko)                                                                                |
| 065    | 1971 | 1    | Cena nebyla udělena                                  | Cena nebyla udělena                                                                             |
| 066    | 1971 | 2    | Ri Kaisei (李 恢成) (Lee Hoesung, 이회성 [I Hösŏng]) | Kinuta o ucu onna (砧をうつ女)                                                                  |
| 066    | 1971 | 2    | Mineo Higaši (東 峰夫)                               | Okinawa no šónen (オキナワの少年)                                                               |
| 067    | 1972 | 1    | Hiroši Hatajama (畑山 博)                            | Icuka kiteki wo narašite (いつか汽笛を鳴らして)                                                 |
| 067    | 1972 | 1    | Akio Mijahara (宮原 昭夫)                            | Dareka ga sawatta (誰かが触った)                                                                |
| 068    | 1972 | 2    | Mičiko Jamamoto (山本 道子)                          | Beti-san no niwa (ベティさんの庭)                                                               |
| 068    | 1972 | 2    | Šizuko Gó (郷 静子)                                  | Rekuiemu (れくいえむ)                                                                           |
| 069    | 1973 | 1    | Taku Miki (三木 卓)                                  | Hiwa (鶸)                                                                                       |
| 070    | 1973 | 2    | Kuninobu Noro (野呂 邦暢)                            | Kusa no curugi (草のつるぎ)                                                                     |
| 070    | 1973 | 2    | Acuši Mori (森 敦)                                   | Gassan (月山)                                                                                   |
| 071    | 1974 | 1    | Cena nebyla udělena                                  | Cena nebyla udělena                                                                             |
| 072    | 1974 | 2    | Keizó Hino (日野 啓三)                               | Ano júhi (あの夕陽)                                                                             |
| 072    | 1974 | 2    | Hiroo Sakata (阪田 寛夫)                             | Cuči no ucuwa (土の器)                                                                          |
| 073    | 1975 | 1    | Kjóko Hajaši (林 京子)                               | Macuri no ba (祭りの場)                                                                         |
| 074    | 1975 | 2    | Kendži Nakagami (中上 健次)                          | Misaki (岬 )                                                                                    |
| 074    | 1975 | 2    | Kazuo Okamacu (岡松 和夫)                            | Šikanošima (志賀島)                                                                             |
| 075    | 1976 | 1    | Rjú Murakami (村上 龍)                               | Kagirinaku tómei ni čikai brú (限りなく透明に近いブルー), česky Nekonečná, téměř průzračná modř |
| 076    | 1976 | 2    | Cena nebyla udělena                                  | Cena nebyla udělena                                                                             |
| 077    | 1977 | 1    | Masahiro Mita (三田 誠広)                            | Bokutte nani (僕って何)                                                                         |
| 077    | 1977 | 1    | Masuo Ikeda (池田 満寿夫)                            | Égekai ni sasagu (エーゲ海に捧ぐ)                                                               |
| 078    | 1977 | 2    | Teru Mijamoto (宮本 輝)                              | Hotarugawa (螢川)                                                                               |
| 078    | 1977 | 2    | Šúzó Taki (高城 修三)                                | Kaja no ki macuri (榧の木祭り)                                                                  |
| 079    | 1978 | 1    | Kiičiró Takahaši (高橋 揆一郎)                       | Nobujo (伸予)                                                                                   |
| 079    | 1978 | 1    | Mičicuna Takahaši (高橋 三千綱)                      | Kugacu no sora (九月の空)                                                                       |
| 080    | 1978 | 2    | Cena nebyla udělena                                  | Cena nebyla udělena                                                                             |
| 081    | 1979 | 1    | Jošiko Šigekane (重兼 芳子)                          | Jamaai no kemuri (やまあいの煙)                                                                 |
| 081    | 1979 | 1    | Só Aono (青野 聰)                                    | Guša no joru (愚者の夜)                                                                         |
| 082    | 1979 | 2    | Reiko Mori (森 禮子)                                 | Mokkingbádo no iru mači (モッキングバードのいる町)                                              |

### Ceny udělené v osmdesátých letech 20. století
| Ročník | Rok  | ½rok | Laureát (japonsky)                        | Dílo (název díla v originále, název vydaného českého překladu) |
| ------ | ---- | ---- | ----------------------------------------- | -------------------------------------------------------------- |
| 083    | 1980 | 1    | Cena nebyla udělena                       | Cena nebyla udělena                                            |
| 084    | 1980 | 2    | Kacuhiko Ocudži (尾辻 克彦(=赤瀬川 原平)) | Čiči ga kieta (父が消えた)                                     |
| 085    | 1981 | 1    | Rie Jošijuki (吉行 理恵)                  | Čiisana kifudžin (小さな貴婦人')                               |
| 086    | 1981 | 2    | Cena nebyla udělena                       | Cena nebyla udělena                                            |
| 087    | 1982 | 1    | Cena nebyla udělena                       | Cena nebyla udělena                                            |
| 088    | 1982 | 2    | Jukiko Kató (加藤 幸子)                   | Jume no kabe (夢の壁)                                          |
| 088    | 1982 | 2    | Džúró Kara (唐 十郎)                      | Sagawa-kun kara no tegami (佐川君からの手紙 )                  |
| 089    | 1983 | 1    | Cena nebyla udělena                       | Cena nebyla udělena                                            |
| 090    | 1983 | 2    | Džun Kasahara (笠原 淳)                   | Mokudži no sekai (杢二の世界)                                  |
| 090    | 1983 | 2    | Nobuko Takagi (高樹 のぶ子)               | Hikari daku tomo jo (光抱く友よ)                               |
| 091    | 1984 | 1    | Cena nebyla udělena                       | Cena nebyla udělena                                            |
| 092    | 1984 | 2    | Satoko Kizaki (木崎 さと子)               | Aogiri (青桐)                                                  |
| 093    | 1985 | 1    | Cena nebyla udělena                       | Cena nebyla udělena                                            |
| 094    | 1985 | 2    | Fumiko Kometani (米谷 ふみ子)             | Sugikoši no macuri (過越しの祭)                                |
| 095    | 1986 | 1    | Cena nebyla udělena                       | Cena nebyla udělena                                            |
| 096    | 1986 | 2    | Cena nebyla udělena                       | Cena nebyla udělena                                            |
| 097    | 1987 | 1    | Kijoko Murata (村田 喜代子)               | Nabe no naka (鍋の中)                                          |
| 098    | 1987 | 2    | Ikezawa Nacuki (池澤 夏樹)                | Sutiru raifu (スティル・ライフ)                                |
| 098    | 1987 | 2    | Kijohiro Miura (三浦 清宏)                | Čónan no šukke (長男の出家)                                    |
| 099    | 1988 | 1    | Man Arai (新井 満)                        | Tazunebito no džikan (尋ね人の時間)                            |
| 100    | 1988 | 2    | Keiši Nagi (南木 佳士)                    | Daijamondo dasuto (ダイヤモンドダスト)                         |
| 100    | 1988 | 2    | I Jangdži (李 良枝/이양지)                | Juhi (由煕)                                                    |
| 101    | 1989 | 1    | Cena nebyla udělena                       | Cena nebyla udělena                                            |
| 102    | 1989 | 2    | Akira Óoka (大岡 玲)                      | Hjósó seikacu (表層生活)                                       |
| 102    | 1989 | 2    | Mieko Takizawa (瀧澤 美恵子)              | Nekobaba no iru mači de (ネコババのいる町で)                   |

### Ceny udělené v devadesátých letech 20. století
| Ročník | Rok  | ½rok | Laureát (japonsky)                                             | Dílo (název díla v originále, název vydaného českého překladu) |
| ------ | ---- | ---- | -------------------------------------------------------------- | -------------------------------------------------------------- |
| 103    | 1990 | 1    | Noboru Cudžihara (辻原 登)                                     | Mura no namae (村の名前)                                       |
| 104    | 1990 | 2    | Jóko Ogawa (小川 洋子)                                         | Ninšin karendá (妊娠カレンダー)                                |
| 105    | 1991 | 1    | Jó Henmi (辺見 庸)                                             | Džidó kišó sóči (自動起床装置)                                 |
| 105    | 1991 | 1    | Anna Ogino (荻野 アンナ)                                       | Seoi mizu (背負い水)                                           |
| 106    | 1991 | 2    | Eiko Macumura (松村 栄子)                                      | Šikóseidžo abatón (至高聖所アバトーン)                         |
| 107    | 1992 | 1    | Tomomi Fudžiwara (藤原 智美)                                   | Untenši (運転士)                                               |
| 108    | 1992 | 2    | Jóko Tawada (多和田 葉子)                                      | Inumuko iri (犬婿入り)                                         |
| 109    | 1993 | 1    | Haruhiko Jošimeki (目木 晴彦)                                  | Sekirjókója (寂寥郊野)                                         |
| 110    | 1993 | 2    | Hikaru Oku'izumi (奥泉 光)                                     | Iši no raireki (石の来歴)                                      |
| 111    | 1994 | 1    | Micuhiro Muroi (室井 光広)                                     | Odorudeku (おどるでく)                                         |
| 111    | 1994 | 1    | Joriko Šóno (笙野 頼子)                                        | Taimu surippu kombináto (タイムスリップ・コンビナート)         |
| 112    | 1994 | 2    | Cena nebyla udělena                                            | Cena nebyla udělena                                            |
| 113    | 1995 | 1    | Kazuši Hosaka (保坂 和志)                                      | Kono hito no iki (この人の閾)                                  |
| 114    | 1995 | 2    | Eiki Matajoši (又吉 栄喜)                                      | Buta no mukui (豚の報い)                                       |
| 115    | 1996 | 1    | Hiromi Kawakami (川上 弘美)                                    | Hebi wo fumu (蛇を踏む)                                        |
| 116    | 1996 | 2    | Hitonari Cudži (辻 仁成)                                       | Kaikjó no hikari ( 海峡の光)                                   |
| 116    | 1996 | 2    | Miri Jú (柳 美里/유미리 [Ju Miri])                             | Kazoku šinema (家族シネマ)                                     |
| 117    | 1997 | 1    | Šun Medoruma (目取真 俊)                                       | Suiteki (水滴)                                                 |
| 118    | 1997 | 2    | Cena nebyla udělena                                            | Cena nebyla udělena                                            |
| 119    | 1998 | 1    | Mangecu Hanamura (花村 萬月)                                   | Germaniumu no joru (ゲルマニウムの夜)                          |
| 119    | 1998 | 1    | Šú Fujisawa (藤沢 周)                                          | Buenosu Airesu gozen reidži (ブエノスアイレス午前零時)         |
| 120    | 1998 | 2    | Keiičiró Hirano (平野 啓一郎)                                  | Niššoku (日蝕)                                                 |
| 121    | 1999 | 1    | Cena nebyla udělena                                            | Cena nebyla udělena                                            |
| 122    | 1999 | 2    | Gecu Gen (玄 月)/玄 峰豪 [Gen Minehide]/현 봉호 [Hjŏn Bong-ho] | Kage no sumika (蔭の棲みか)                                    |
| 122    | 1999 | 2    | Čija Fudžino (藤野 千夜)                                       | Nacu no jakusoku (夏の約束)                                    |

### Ceny udělené v letech 2000 - 2009 (20. - 21. století)
| Ročník | Rok  | ½rok | Laureát (japonsky)              | Dílo (název díla v originále, název vydaného českého překladu) |
| ------ | ---- | ---- | ------------------------------- | -------------------------------------------------------------- |
| 123    | 2000 | 1    | Kó Mačida (町田 康)             | Kiregire (きれぎれ)                                            |
| 123    | 2000 | 1    | Hisaki Macuura (松浦 寿輝)      | Hana kusaši (花腐し)                                           |
| 124    | 2000 | 2    | Júiči Seirai (青来 有一)        | Seisui (聖水)                                                  |
| 124    | 2000 | 2    | Tošijuki Horie (堀江 敏幸)      | Kuma no šikiiši ( 熊の敷石)                                    |
| 125    | 2001 | 1    | Sókjú Gen'jú (玄侑 宗久)        | Čúin no hana (中陰の花)                                        |
| 126    | 2001 | 2    | Jú Nagašima (長嶋 有)           | Móspído de haha wa (猛スピードで母は)                          |
| 127    | 2002 | 1    | Šúiči Jošida (吉田 修一)        | Páku raifu (パーク・ライフ)                                    |
| 128    | 2002 | 2    | Tamaki Daidó (大道 珠貴)        | Šoppai doraibu (しょっぱいドライブ)                            |
| 129    | 2003 | 1    | Man'iči Jošimura (吉村 萬壱)    | Hariganemuši (ハリガネムシ)                                    |
| 130    | 2003 | 2    | Risa Wataja (綿矢 りさ)         | Keritai senaka (蹴りたい背中)                                  |
| 130    | 2003 | 2    | Hitomi Kanehara (金原 ひとみ)   | Hebi ni piasu ( 蛇にピアス), česky Hadi a naušnice             |
| 131    | 2004 | 1    | Norio Mobu (モブ・ノリオ)       | Kaigo njúmon (介護入門)                                        |
| 132    | 2004 | 2    | Kazušige Abe (阿部 和重)        | Grando fináre ( グランド・フィナーレ)                          |
| 133    | 2005 | 1    | Fuminori Nakamura (中村 文則)   | Cuči no naka no kodomo (土の中の子供)                          |
| 134    | 2005 | 2    | Akiko Itojama (絲山 秋子)       | Oki de macu (沖で待つ)                                         |
| 135    | 2006 | 1    | Takami Itó (伊藤 たかみ)        | Hačigacu no rodžó ni suteru (八月の路上に捨てる)               |
| 136    | 2006 | 2    | Nanaje Aojama (青山 七恵)       | Hitoribi jori ( ひとり日和)                                    |
| 137    | 2007 | 1    | Tecuši Suwa (諏訪 哲史)         | Asatte no hito (アサッテの人)                                  |
| 138    | 2007 | 2    | Mieko Kawakami (川上 未映子)    | Čiči to ran ( 乳と卵)                                          |
| 139    | 2008 | 1    | Ji Jang (楊 逸/杨逸 [Jang I]    | Toki ga nidžimu asa ( 時が滲む朝)                              |
| 140    | 2008 | 2    | Kikuko Cumura (津村 記久子)     | Potosuraimu no fune ( ポトスライムの舟)                        |
| 141    | 2009 | 1    | Isozaki Ken'ičiró (磯崎 憲一郎) | Cui no sumika (終の住処)                                       |
| 142    | 2009 | 2    | Cena nebyla udělena             | Cena nebyla udělena                                            |

### Ceny udělené v desátých letech 21. století
| Ročník | Rok  | ½rok | Laureát (japonsky)           | Dílo (název díla v originále, název vydaného českého překladu) |
| ------ | ---- | ---- | ---------------------------- | -------------------------------------------------------------- |
| 143    | 2010 | 1    | Akiko Akazome (赤染 晶子)    | Otome no mikkoku (乙女の密告)                                  |
| 144    | 2010 | 2    | Mariko Asabuki (朝吹 真理子) | Kiko towa (きことわ)                                           |
| 144    | 2010 | 2    | Kenta Nišimura (西村 賢太)   | Kueki rešša (苦役列車)                                         |
| 145    | 2011 | 1    | Cena nebyla udělena          | Cena nebyla udělena                                            |
| 146    | 2011 | 2    | Tó Endžó (円城 塔)           | Dókeši no čó (道化師の蝶)                                      |
| 146    | 2011 | 2    | Šin'ja Tanaka (田中 慎弥)    | Tomogui (共喰い)                                               |
| 147    | 2012 | 1    | Maki Kašimada (鹿島田 真希)  | Meido meguri (冥土めぐり)                                      |
| 148    | 2012 | 2    | Nacuko Kuroda (黒田 夏子)    | ab sango (abさんご)                                            |
| 149    | 2013 | 1    | Kaori Fudžino (藤野 可織)    | Cune to me (爪と目)                                            |
| 150    | 2013 | 2    | Hiroko Ojamada (小山田 浩子) | Ana (穴)                                                       |
| 151    | 2014 | 1    | Tomoka Šibasaki (柴崎 友香)  | Haru no niwa (春の庭)                                          |
| 152    | 2014 | 2    | Masacugu Ono (小野 正嗣)     | Kjúnen mae no inori (九年前の祈り)                             |
| 153    | 2015 | 1    | Keisuke Hada (羽田 圭介)     | Sukurappu ando birudo (スクラップ・アンド・ビルド)             |
| 153    | 2015 | 1    | Naoki Matajoši (又吉 直樹)   | Hibana (火花)                                                  |
| 154    | 2015 | 2    | Júšó Takiguči (滝口 悠生)    | Šinde inai mono (死んでいない者)                               |
| 154    | 2015 | 2    | Jukiko Motoja (本谷 有希子)  | Irui kon’intan (異類婚姻譚)                                    |
| 155    | 2016 | 1    | Sajaka Murata (村田 沙耶香)  | Kombini ningen (コンビニ人間)                                  |
| 156    | 2016 | 2    | Sumito Jamašita (山下 澄人)  | Šinsekai (しんせかい)                                          |
| 157    | 2017 | 1    | Šinsuke Numata (沼田 真佑)   | Eiri (影裏)                                                    |